# Marcello Mugnaini
Marcello Mugnaini (12 november 1940) is een voormalige Italiaans wielrenner.

## Levensloop en carrière
Mugnaini was beroepsrenner van 1964 tot 1969. Hij won twee etappes in de Ronde van Italië, en ook een in de Ronde van Frankrijk en de Ronde van Zwitserland.

## Resultaten in voornaamste wedstrijden
| Jaar | Ronde van Italië | Ronde van Frankrijk | Ronde van Spanje |
| ---- | ---------------- | ------------------- | ---------------- |
| 1964 | 7e (1)           |                     |                  |
| 1965 | 4e               |                     |                  |
| 1966 | 14e              | 5e (1)              |                  |
| 1967 | 14e (1)          | opgave              |                  |

| Jaar | Milaan-San Remo | Ronde van Lombardije |
| ---- | --------------- | -------------------- |
| 1964 | 47e             |                      |
| 1965 | 15e             | 9e                   |
| 1966 |                 | 14e                  |
| 1967 |                 |                      |